# Parafia św. Wojciecha w Schenectady
Parafia św. Wojciecha w Schenectady (ang. St. Adalbert's Parish) – parafia rzymskokatolicka położona w Schenectady, w stanie Nowy Jork, Stany Zjednoczone.
Jest ona wieloetniczną parafią w diecezji Albany, z mszą św. w jęz. polskim dla polskich imigrantów.
Ustanowiona w 1903 roku i dedykowana św. Wojciechowi.

## Nabożeństwa w języku polskim
- Pierwsza i trzecia niedziela miesiąca – godz. 9:00[1]
- Druga i czwarta niedziela miesiąca (w jęz. angielskim z odpowiedziami/piosenkami w jęz. polskim) – godz. 9:00